# أكيرا كيكوتشي
أكيرا كيكوتشي (باليابانية: 菊地昭؛ بالكانا: きくち あきら) هو فنان قتال مختلط ياباني، ولد في 23 يوليو 1978 في مياغي في اليابان.

## وصلات خارجية
- أكيرا كيكوتشي على موقع شيردوغ (الإنجليزية)